# Солидарност
Вижте пояснителната страница за други значения на Солидарност.
Солидарността в политическата социология е чувство на единство в разбиранията и взаимна подкрепа.
Основава се на общност на интереси, цели или предпочитания сред хората. Терминът показва социалните отношения, които свързват хората един към друг.
Това е взаимната подкрепа и разбиране в обществото, както между отделните индивиди, така и между по-големи общностни групи. Тя отразява степента на близост в социалните отношения, терминът се използва основно в социологията, политиката и понякога във философията.

## Теории
■Емил Дюркем 
Според Емил Дюркем видът солидарност отговаря на типовете общества. Дюркем определя два основни типа солидарност в За разделението на обществения труд (1893): механична и органична. В обществата с механична солидарност, кохезията и интеграцията идват от хомогенността на индивидите, които са свързни чрез подобна работа, обучение, вярвания и начин на живот (лайфстайл) [1]. При традиционните общества това са роднинските връзки. Органичната солидарност се появява с индустрилизацията и произтича от взаимозависимостта, макар че индивидите имат различно обучение и вярвания, различна специализация, те се нуждаят едни от други, за да изпълняват своите специфични задачи [1].

### Ричард Рорти
При Ричард Рорти солидарността е базирана на „случайността от речници“, тоест тъй като индивидите боряват с различен, но случаен в развитието и възприемането му език, тяхната индивидуалност и начините, по които описват света са различни, и либералното разбиране за тази ситуация е основание за солидарността .